# إليزابيث فلايشمان
إليزابيث فلايشمان (بالإنجليزية: Elizabeth Fleischman)‏ هي عالمة أمريكية، ولدت في 5 مارس 1867 في بليسرفيل في الولايات المتحدة، وتوفيت في 3 أغسطس 1905 في سان فرانسيسكو في الولايات المتحدة.